# Guerra di re Filippo
La guerra di re Filippo fu un conflitto fra i nativi americani, abitanti nel territorio dell'attuale Nuova Inghilterra, e i coloni inglesi e i loro alleati americani, combattuto fra il 1675 e il 1678.
Questa guerra - che fu tra le più sanguinose e costose della storia americana (circa un combattente su venti tra quelli coinvolti nello scontro rimase ucciso) - prese il nome dal più influente dei capi indiani, Metacomet o Metacom, conosciuto dagli inglesi come re Filippo.

## Antefatti
Gli indiani Wampanoag e gli altri popoli nativi, cominciarono a considerare troppo pesante il trattamento riservato dagli ufficiali delle colonie inglesi di Plymouth, baia di Massachusetts, Connecticut e New Haven.
Le incursioni nei territori delle tribù indiane di Narragansett, Mohegan, e Wampanoag da parte degli inglesi, che erano intenzionati ad espandere sempre più i loro territori dalla costa verso l'interno fino alla valle del fiume Connecticut, finirono per irritare gli indiani.
In Inghilterra era in corso la guerra civile con i repubblicani di Oliver Cromwell coinvolti con i Puritani rimasti in patria. Dopo la morte di Cromwell fu restaurato sul trono nel 1660 Carlo II d'Inghilterra, acerrimo nemico dei Puritani. Nel 1664 Carlo dichiarò guerra agli olandesi e conquistò New York. I francesi in Canada, dal canto loro, odiavano tutto quello che era inglese e appoggiavano gli indiani piuttosto che i coloni inglesi. Ancora, la Bacon's Rebellion del 1675 aveva tolto potere al governo della Virginia, l'altra importante regione inglese del nord America. Pertanto le colonie inglesi erano pressoché senza alleati locali e dovevano combattere contro gli altri popoli soltanto facendo affidamento alle proprie milizie.

### Epidemie e guerre
La popolazione nativa in tutto il nord-est era stata ridotta significativamente da pandemie di vaiolo e morbillo intorno al 1618, due anni prima dei primi insediamenti di Plymouth. Le tribù algonchine e Irochesi, rappresentate dai capi Massasoit, Sassacus, Uncas e Ninigret, e i capi delle colonie avevano stipulato una pace molto precaria ma che andò avanti per molti decenni.

### Fallimento della diplomazia
Per circa mezzo secolo, Massasoit era stato capace di mantenere un'alleanza scomoda con gli inglesi come fonte di importanti scambi commerciali contro i suoi nemici storici delle tribù Pequot, Narragansett e Mohegan. Il prezzo che Massasoit doveva pagare per mantenere l'alleanza con gli inglesi era il dover sopportare le incursioni nei suoi territori e una certa interferenza negli affari politici della sua nazione. Tuttavia la situazione andava progressivamente degenerando e crebbe la diffidenza dei capi indiani verso i coloni.
Dopo la morte di Massaoit nel 1661 e quella improvvisa del nuovo capo, suo figlio Wamsutta, appena un anno dopo mentre negoziava con gli ufficiali coloniali a Plymouth, divenne capo dei Pokanoket e gran capo della confederazione dei Wampanoag l'altro figlio di Massaoit, Metacomet o Metacom, noto agli inglesi come "re Filippo". Questi prima di tutto si vide obbligato ad iniziare commerci di ferro, armi e provviste per via di terra per ovviare ai cattivi rapporti coi coloni ancora formalmente alleati e subito dopo cominciò a negoziare con le altre tribù indiane contro gli interessi della colonia di Plymouth.

### Popolazione: due visioni
I coloni inglesi, fino al 1670, avevano stabilito soltanto pochi insediamenti nella regione tra la costa della Nuova Inghilterra e la valle del fiume Connecticut. Quest'area era poco popolata, con meno di dieci piccoli insediamenti coloniali sparsi sul territorio. Queste piccole città di frontiera interne soffriranno moltissimo nella prossima guerra. La maggior parte degli insediamenti nella Nuova Inghilterra si raggruppava lungo la costa e lungo le rive del fiume Connecticut. La popolazione, secondo diverse fonti, era valutabile fra i 50 000 e i 60 000 abitanti nel 1675.
Gli indiani nella stessa area avevano diverse unità tribali, la cui popolazione, nonostante la devastazione delle epidemie e della guerra, era significativamente più elevata degli insediamenti coloniali all'interno. Essa non è stimabile a causa delle diverse ipotesi formulate dai vari studiosi, ma comunque era sicuramente molto più numerosa rispetto ai coloni, nell'ordine di uno a dieci.
Nel 1671 il governo di Plymouth, preoccupato dalle minacce contro i coloni, tentò di costringere gli indiani a consegnare le armi da fuoco. La risposta non fu positiva e, anzi, la richiesta aumentò i sospetti di Metacom e anche di alcuni dei suoi nemici tradizionali, i Narragansett, i Pequot e i Mohegan del sud.

### Religione
I Puritani consideravano che uno degli scopi della colonizzazione fosse la conversione dei popoli nativi americani. Così questa posizione politica, diplomatica, filosofica, e morale aumentò le tensioni. Attraverso la conversione al Cristianesimo, i Puritani sperarono di favorire le loro ambizioni coloniali con l'integrazione religiosa, sociale e politica graduale dei nativi in una società coloniale inglese. Comunque, solamente pochi missionari coloniali, come John Eliot e Thomas Mayhew, riuscirono a guadagnare la fiducia dei nativi. Anche Massasoit, uno degli alleati più fedeli della colonia, rifiutò l'accesso ai missionari nei loro villaggi.

### L'inizio della guerra
La scintilla che innescò la guerra di Re Filippo fu un rapporto a Metacom relativo a un traduttore indiano di nome John Sassamon. Questi aveva riferito agli ufficiali della colonia della baia del Massachusetts di un imminente attacco degli indiani sui villaggi sparsi dell'interno. Prima che gli ufficiali coloniali potessero investigare, John Sassamon fu assassinato e il suo corpo trovato sotto uno stagno ghiacciato. Era stato ucciso, presumibilmente da alcuni suoi connazionali su mandato di re Filippo che aveva voluto vendicarsi del suo tradimento.
In base alla testimonianza di un indiano, la colonia di Plymouth arrestò tre Wampanoags e li condannò (con una giuria comprendente anche degli indiani) all'impiccagione per l'assassinio di John Sassamon. L'esecuzione avvenne l'8 giugno 1675 a Plymouth. I Wampanoag presero come un insulto ed un'interferenza nei loro affari interni la condanna della corte inglese. In risposta, il 20 giugno, un drappello di Pokanoket, probabilmente senza l'approvazione di Filippo, assaltò molte casa coloniche isolate a Swansea in Massachusetts. Posero sotto assedio la città che distrussero poi cinque giorni dopo uccidendo moltissimi coloni.
Le autorità di Plymouth e Boston furono rapide nel rispondere e il 28 giugno inviarono una spedizione che distrusse la città indiana di Wampanoag, oggi Bristol, nel Rhode Island.

## La guerra

### I primi scontri
La guerra si sviluppò rapidamente e presto coinvolse le tribù Podunk e Nipmuck. Durante l'estate del 1675 gli indiani attaccarono Middleborough e Dartmouth l'8 luglio, Mendon il 14 luglio (tutte in Massachusetts), Brookfield nel Connecticut il 2 agosto e Lancaster in Massachusetts il 9 agosto. Agli inizi di settembre attaccarono Deerfield, Hadley e Northfield, anche queste in Massachusetts.
La Confederazione della Nuova Inghilterra dichiarò guerra agli indiani il 9 settembre 1675. La prima spedizione coloniale fu inviata a recuperare i raccolti dai campi abbandonati ed era composta da cento coloni. Essi agirono con imprudenza e subirono un agguato e vennero sconfitti sonoramente nella battaglia di Brook vicino Hadley il 18 settembre. Gli attacchi sugli insediamenti di frontiera del Massachusetts continuarono a Springfield il 5 ottobre e a Hatfield il 16.
La successiva espansione alla guerra fu dovuta ai coloni. Il 2 novembre, Josiah Winslow condusse una forza combinata di milizia coloniale contro la tribù dei Narragansett. I Narragansetts non erano ancora entrati ufficialmente in guerra ma avevano offerto ospitalità a donne e bambini Wampanoag e molti dei loro uomini erano stati visti alle loro feste dopo le scorrerie. Nessuna tribù si fidava più dei coloni. Così la forza coloniale assemblò un esercito e marciò verso il Rhode Island e molte città indiane abbandonate vennero messe a ferro e fuoco, ma i Narragansett si erano ritirati in un forte massiccio nella palude. Tramite una guida indiana, il 16 dicembre 1675 durante un forte temporale venne trovato il forte dei Narragansett vicino all'attuale Kingstown nel Rhode Island. Attraversando la palude gelata, una forza combinata di Plymouth, Massachusetts e milizia del Connecticut, di approssimativamente 1000 uomini, compresi Pequots e Mohicans, attaccò il forte. Questa battaglia dura e terribile è nota come Lotta della grande palude. Si pensa che vennero uccisi circa 300 indiani (il bilancio non è disponibile). Il forte venne bruciato e gran parte delle provviste invernali venne distrutta. Molti guerrieri e le loro famiglie fuggirono per la palude gelata. Dovendo affrontare l'inverno con poco cibo e assenza di armi, la tribù dei Narragansett fu costretta alla quasi neutralità e si unì ai coloni. Questi ultimi persero molti dei loro ufficiali durante l'attacco: circa 70 dei loro uomini vennero uccisi e quasi 150 feriti.

### Vittorie indiane
Durante l'inverno 1675-1676, gli indiani distrussero diversi insediamenti di frontiera.
Vennero attaccati Andover, Bridgewater, Chelmsford, Groton, Lancaster, Marlborough, Medfield, Rehoboth, Scituate, Seekonk, Sudbury, Weymouth e Wrentham in Massachusetts, Portland nel Maine, Providence e Warwick nel Rhode Island e Simsbury e Suffield nel Connecticut.
La primavera del 1676 segnò il massimo del successo per le tribù unite che il 2 marzo attaccarono la piantagione di Plymouth. Sebbene la città avesse resistito all'attacco, i nativi erano riusciti a dimostrare la loro capacità a penetrare in profondità dei territori coloniali. Tre insediamenti, Longmeadow (vicino a Springfield), Marlborough, e Simsbury vennero attaccati due settimane più tardi e una compagnia di soldati del Massachusetts venne trucidata fra Pawtucket e Blackstone. La capitale abbandonata del Rhode Island, Providence, venne data alle fiamme il 29 marzo. Alla stessa data un piccolo drappello di indiani si infiltrò a Springfield mentre la milizia andava via.

### Il ritorno dei coloni
La guerra divenne una guerra di attrito e le sue sorti cominciarono a cambiare. Gli indiani riuscirono a far tornare il nemico nelle città più grandi, ma i loro approvvigionamenti, quasi sempre sufficienti per una sola stagione, erano quasi alla fine. Le città del Connecticut rimasero inermi in quanto le loro milizie vennero decimate nel tentativo di difendere i loro coloni, ma le colonie lungo il fiume Connecticut, come Springfield e Northampton in Massachusetts, riuscirono a mantenere i loro territori sebbene fossero state attaccate diverse volte. I coloni continuarono ad essere approvvigionati via mare e, anche se la guerra costò loro 100 000 sterline, l'uccisione di 600 uomini e la distruzione di 12 città, alla fine ne uscirono vittoriosi. Gli indiani furono dispersi e non recuperarono più la loro potenza.
Le speranze indiane per gli approvvigionamenti erano riposte nei francesi del Canada ma non si realizzarono. I coloni si allearono con i Mohegan tribù dell'ovest, e re Filippo dovette subire attacchi alle sue forze all'est e a sud. Nel gennaio 1676 Filippo viaggiò verso ovest al territorio dei Mohawk cercando un'alleanza che non riuscì ad ottenere. I loro terreni coltivati e le località per la pesca venivano continuamente attaccati e non poterono accumulare molto cibo per l'inverno. I Mohawks, nemici tradizionali di molte tribù indiane, attaccarono gruppi isolati nelle loro frequenti scorrerie. Molti indiani andarono alla deriva sparpagliandosi in Maine, New Hampshire, Vermont e Canada. Alcuni si diressero verso New York e puntarono verso ovest per evitare i tradizionali nemici Irochesi.
In aprile del 1676 i Narragansett furono sconfitti definitivamente e il loro capo Canonchet venne ucciso. Il 18 maggio 1676 il capitano William Turner della milizia del Massachusetts, con un gruppo di circa 150 volontari di Hadley, Northampton e Hatfield, con una manovra aggirante attaccò il banco di pesca di Peskeopscut sul fiume Connecticut. La sorpresa fu completa e quasi cento indiani rimasero uccisi mentre altri, gettatisi nel fiume, vennero travolti dalle rapide. Turner e 40 uomini della milizia vennero uccisi nella ritirata. Con l'aiuto dei loro alleati storici Mohegan, i coloni vinsero a Hadley il 12 giugno. Nello stesso mese, una forza di 250 indiani si diresse sulla vicina Marlborough. Altre forze, spesso miste di volontari coloniali e alleati indiani del Massachusetts e del Connecticut, continuarono ad attaccare, uccidere, catturare o disperdere drappelli di Narragansetts che cercavano di ritornare nelle loro terre tradizionali in Connecticut e nel Rhode Island. Alla fine venne accordata un'amnistia agli indiani che si arrendevano o che dimostravano di non aver partecipato al conflitto.
Gli alleati di re Filippo cominciarono ad abbandonarlo. Dall'inizio di luglio, più di 400 si erano arresi ai coloni e Filippo si era rifugiato nella palude di Assowamset nel Rhode Island. I coloni cominciarono a formare delle pattuglie di nativi americani e milizie coloniali che compivano scorrerie nei territori indiani. Fu loro permesso di acquisire i possedimenti indiani e vennero ricompensati per la cattura di guerrieri indiani. Filippo venne definitivamente sconfitto da uno di questi drappelli condotto dal capitano Benjamin Church della colonia di Plymouth, a Bristol nel Rhode Island. Arrestato, venne ucciso da un indiano chiamato John Alderman il 12 agosto. La guerra a quel punto era pressoché terminata a parte sporadici attacchi nel Maine che durarono fino al 1677.

## Dopoguerra
Con la morte di Metacom, la guerra nel sud era completamente finita. Circa 600 coloni e 3 000 indiani erano stati uccisi e diverse centinaia di nativi erano stati catturati e venduti come schiavi nelle isole Bermude. Fra questi anche il figlio di Metacom e sua moglie. Altri membri della famiglia di Metacom furono portati, per maggior sicurezza, fra i coloni del Rhode Island e del Connecticut. Gli altri superstiti furono costretti a raggiungere tribù più occidentali, essenzialmente in qualità di prigionieri. I Narragansett, Wampanoag, Podunk, Nipmuck, e molte tribù minori furono virtualmente eliminati, mentre anche i Mohegan furono notevolmente indeboliti.
Sir Edmund Andros negoziò un trattato con alcune delle tribù settentrionali il 12 aprile 1678, nel quale tentò di costituire la sua nuova struttura di pesca industriale nel Maine, ma fu arrestato e spedito di nuovo in Inghilterra all'inizio della Gloriosa Rivoluzione nel 1689. Sporadiche incursioni indiane e francesi affliggeranno Maine, New Hampshire e Massachusetts settentrionale per i successivi 50 anni a seguito dei finanziamenti francesi che permisero incursioni sui coloni della Nuova Inghilterra. La maggior parte di Massachusetts, Connecticut e Rhode Island era ora disponibile alla continua costituzione di nuovi insediamenti. Insediamenti di frontiera subirono incursioni indiane fino alla guerra franco-indiana che portò all'esclusione definitiva dei francesi dal Nord America nel 1762.
La guerra per un certo tempo danneggiò le prospettive dei coloni che esano recentemente arrivati in Nuova Inghilterra. Ma con l'eccezionale percentuale di crescita della popolazione, pari a circa il 3% annuo (raddoppio della popolazione in 25 anni), posero riparo agli effetti della guerra, sostituirono le perdite e costruirono nuovi insediamenti nel giro di pochi anni. Per molti nativi americani, le conseguenze negative della guerra non sono state ancora superate dopo oltre 300 anni.
La difesa attuata dai coloni della Nuova Inghilterra fu attentamente seguita dal governo britannico che tentò di sfruttarla per il suo tornaconto. Questo cominciò con la revoca della concessione della baia del Massachusetts nel 1684. Alla stesso tempo una chiesa anglicana venne realizzata a Boston nel 1686 mettendo così fine al monopolio religioso dei Puritani.
La guerra di re Filippo non fu né il primo né l'ultimo conflitto fra i nativi americani e gli europei. Fra i conflitti precedenti, ci sono l'asservimento agli spagnoli dei nativi dei Caraibi, Florida e Nuovo Messico, in particolare da parte della spedizione di Coronado del 1540-1542, la distruzione delle popolazioni indiane del corso del Mississippi del 1538-1542, il massacro degli indiani di Powhatan del 1622 in Virginia, la guerra dei Pequot del 1637 in Connecticut e la guerra olandese-indiana del 1643 lungo il fiume Hudson.
Nel suo libro The name of war, il professor Jill Lepore dell'Università di Boston formula una teoria secondo la quale la Guerra di Re Filippo fu l'inizio dello sviluppo di una più grande identità americana, per le prove e tribolazioni sofferte dai coloni che li fecero sentire un gruppo distinto dalle loro origini inglesi.